# Mijlissea, Bar
Mijlissea (în ucraineană Міжлісся) este un sat în comuna Voinașivka din raionul Bar, regiunea Vinnița, Ucraina.

## Demografie
Componența lingvistică a localității Mijlissea
     Ucraineană (98,7%)
     Rusă (1,05%)
     Alte limbi (0,16%)
Conform recensământului din 2001, majoritatea populației localității Mijlissea era vorbitoare de ucraineană (98,7%), existând în minoritate și vorbitori de rusă (1,05%).